# Liga Premier de India

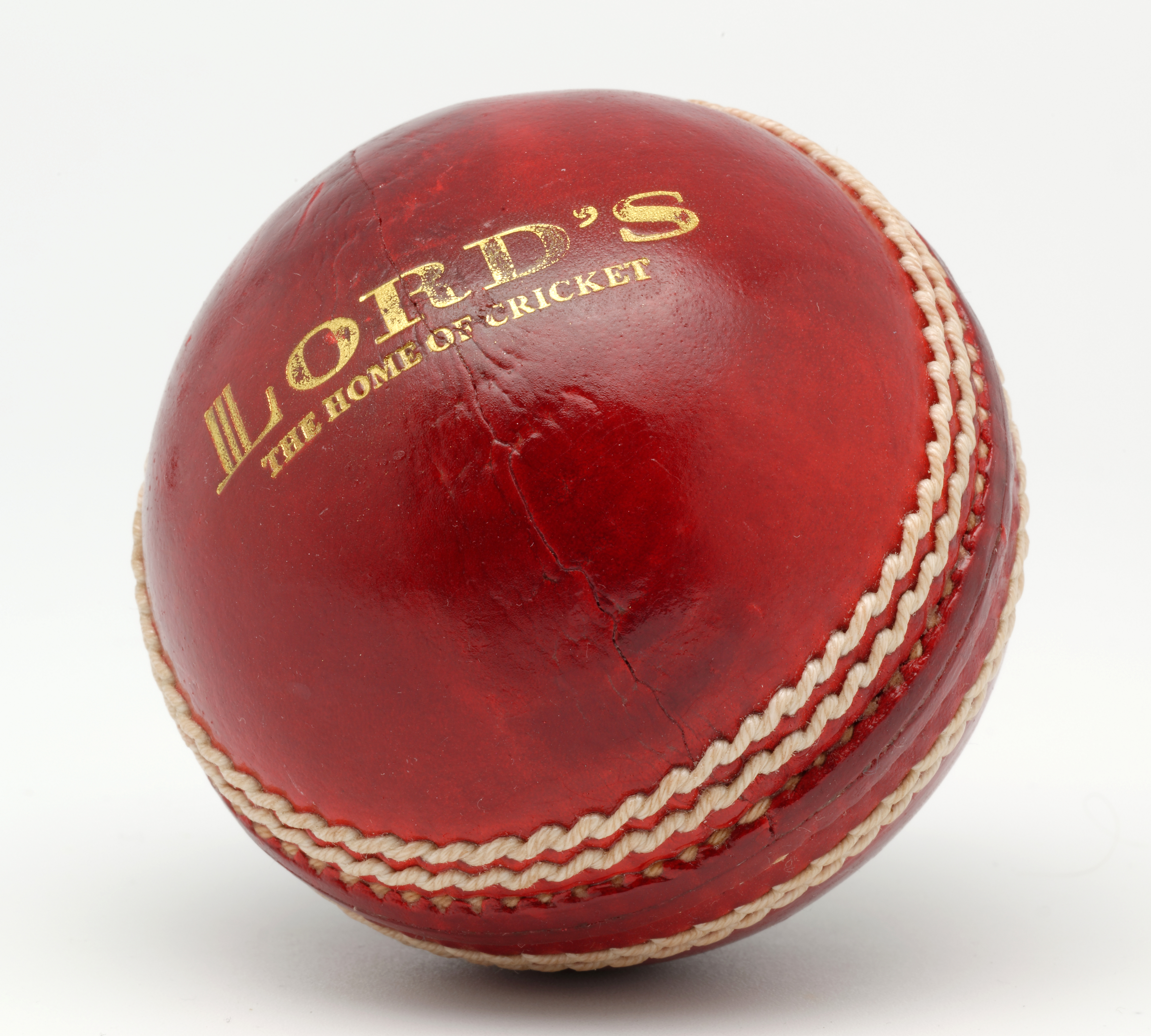
Una pelota de críquet.

La Liga Premier de la India es un campeonato de críquet en formato reducido a 20 overs (Twenty20) que se disputa en la India desde 2008. Fue creada por la Comisión de Críquet de la India, como respuesta a la Liga de Críquet organizada por la empresa Zee en 2007.
Hasta 2017, la cadena de televisión Sony Entertainment Television emitía los partidos en la India a través de sus canales Sony Max, Sony Six y Sony ESPN, bajo un contrato de 82 mil millones de rupias por nueve años. La cadena Star India emite los partidos desde 2018 hasta 2022, pagando una tarifa de 160 mil millones de rupias por los cinco años del contrato. La liga tiene un alcance de 200 millones de espectadores cada semana.

## Formato
El torneo se disputa de principios desde abril hasta fines de mayo. En la primera fase los equipos juegan dos ruedas todos contra todos, disputando un partido por semana. Los cuatro mejores equipos avanzan a la postemporada. El primer y el segundo equipo juegan entre sí, donde el ganador avanza a la final y el perdedor avanza a la prefinal. El tercer y el cuarto equipo juegan entre sí, y el ganador avanza a la prefinal. El ganador de la prefinal avanza a la final.
Cada equipo debe tener al menos 14 jugadores indios, de los cuales al menos seis deben ser de la selección sub-22 de la India, y un máximo de 10 jugadores extranjeros. La oncena titular debe tener un máximo de cuatro extranjeros.
El tope salarial por equipo es de 12 millones de dólares en la temporada 2022. Los equipos pueden contratar jugadores en un remate abierto a todos los equipos. Los equipos también pueden intercambiar jugadores.

## Equipos
Actuales
- Chennai Super Kings (2008-2015, 2018-presente)
- Delhi Capitals (2008-presente)
- Gujarat Titans (2022-presente)[3]
- Royal Challengers Bangalore (2008-presente)
- Lucknow Super Giants  (2022-presente)[3]
- Mumbai Indians (2008-presente)
- Kolkata Knight Riders (2008-presente)
- Kings XI Punjab (2008-presente)
- Rajasthan Royals (2008-2015, 2018-presente)
- Sunrisers Hyderabad (2013-presente)

Anteriores
- Deccan Chargers (2008-2012)
- Kochi Tuskers Kerala (2011)
- Pune Warriors India (2011-2013)
- Gujarat Lions (2016-2017)
- Rising Pune Supergiants (2016-2017)

## Resultados
| Año  | Campeón               | Diferencia  | Subcampeón                  |
| ---- | --------------------- | ----------- | --------------------------- |
| 2008 | Rajasthan Royals      | 3 wickets   | Chennai Super Kings         |
| 2009 | Deccan Chargers       | 6 carreras  | Royal Challengers Bangalore |
| 2010 | Chennai Super Kings   | 22 carreras | Mumbai Indians              |
| 2011 | Chennai Super Kings   | 58 carreras | Royal Challengers Bangalore |
| 2012 | Kolkata Knight Riders | 5 wickets   | Chennai Super Kings         |
| 2013 | Mumbai Indians        | 23 carreras | Chennai Super Kings         |
| 2014 | Kolkata Knight Riders | 3 wickets   | Kings XI Punjab             |
| 2015 | Mumbai Indians        | 41 carreras | Chennai Super Kings         |
| 2016 | Sunrisers Hyderabad   | 8 carreras  | Royal Challengers Bangalore |
| 2017 | Mumbai Indians        | 1 carreras  | Rising Pune Supergiant      |
| 2018 | Chennai Super Kings   | 8 wickets   | Sunrisers Hyderabad         |
| 2019 | Mumbai Indians        | 1 carreras  | Chennai Super Kings         |
| 2020 | Mumbai Indians        | 5 wickets   | Delhi Capitals              |
| 2021 | Chennai Super Kings   | 27 carreras | Kolkata Knight Riders       |

## Jugadores
El bateador con más carreras anotadas del año recibe la Gorra Naranja, mientras que el lanzador con más wickets derribados recibe la Gorra Púrpura.
Bateadores con más carreras anotadas
1. Virat Kohli, 5412 carreras en 169 innings.
2. Suresh Raina, 5349 carreras en 187 innings.
3. Rohit Sharma, 4883 carreras en 182 innings.
4. David Warner, 4706 carreras en 126 innings.
5. Shikhar Dhawan, 4561 carreras en 157 innings.

Lanzadores con más wickets derribados
1. Lasith Malinga, 170 wickets en 122 innings.
2. Amit Mishra 156 wickets en 146 innings.
3. Piyush Chawla, 150 wickets en 156 innings.
4. Harbhajan Singh, 148 wickets en 155 innings.
5. Dwayne Bravo, 145 wickets en 129 innings.